# راي بوث
راي بوث (بالإنجليزية: Ray Booth)‏ هو لاعب كرة قدم بريطاني في مركز الوسط، ولد في 5 ديسمبر 1949 في ريكسهام في المملكة المتحدة. لعب مع نادي ريكسهام.